# Nicola Saponaro

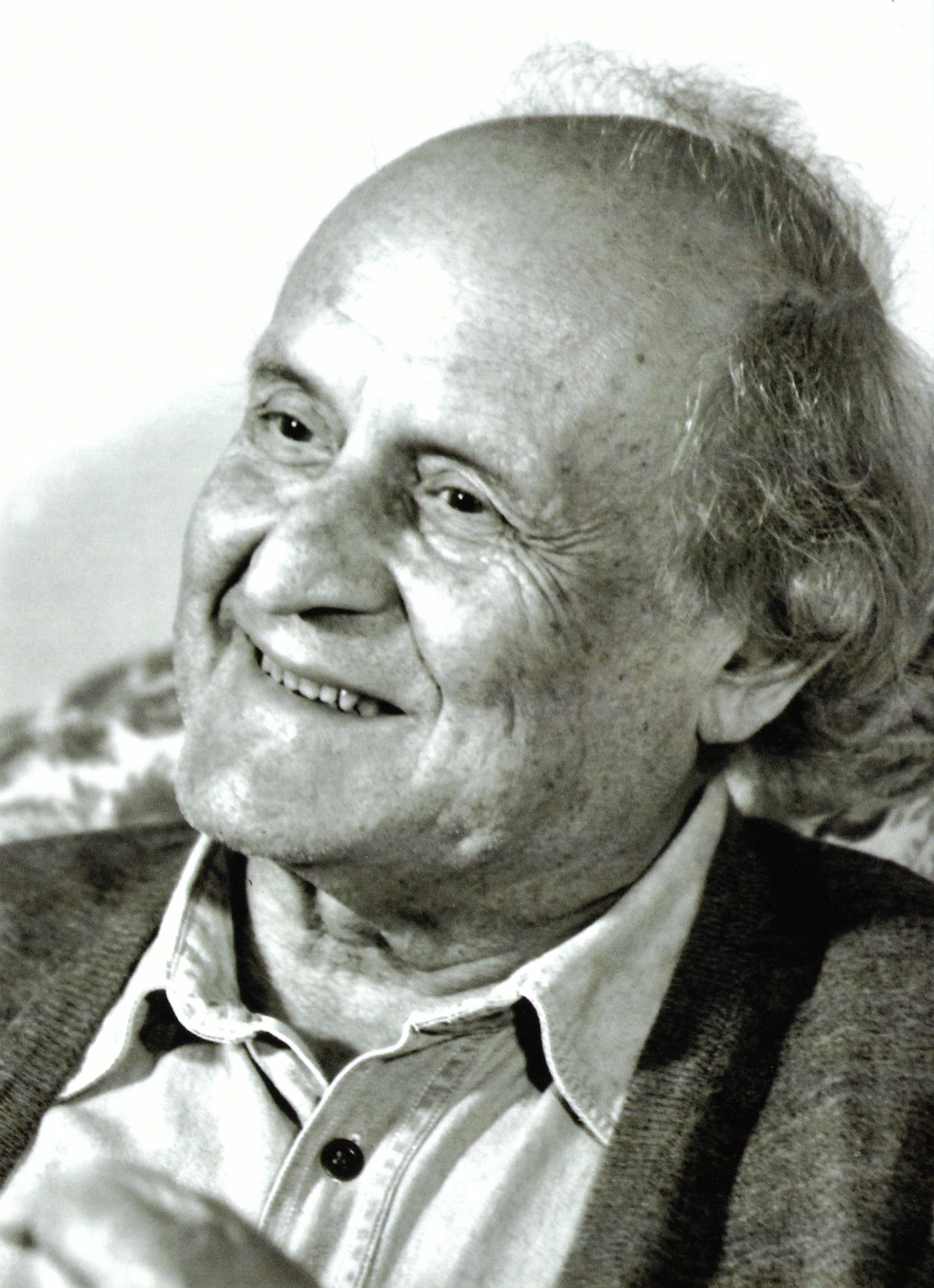
Nicola Saponaro

Nicola Saponaro (Bari, 8 dicembre 1935 – 24 gennaio 2015) è stato un drammaturgo italiano.

## Biografia
Laureatosi all’Università di Bari in Economia e Commercio con una tesi su La teoria delle classi sociali nel pensiero di Wilfredo Pareto (1959), Saponaro si dedica alla scrittura teatrale, calandosi nella realtà e nella cultura della sua regione, interpretandone in pieno la dimensione imprenditoriale e commerciale, anche sulla base di una rinomata attività di famiglia.
Attivo dagli anni Sessanta nel Centro Universitario Teatrale, colleziona presto, per la sua attività di drammaturgo, una prestigiosa serie di riconoscimenti nazionali quali i Premi Marzotto (1963); Ugo Betti – medaglia d’oro del Presidente della Repubblica (1965); Riccione (1969), cui si aggiungeranno in seguito Daunia (1980) e Magna Grecia (1996). Parallelamente, s’infittiscono le rappresentazioni, a livello nazionale, delle sue opere: Le ripetizioni (Roma 1969); La traccia (Roma 1970); I nuovi pagani (Roma 1970); Il caso di Sara T. (Catania 1971); Giorni di lotta con Di Vittorio (Bolzano 1972); Fuori i Borboni (Cosenza 1976); Rocco Scotellaro. Vita scandalosa del giovane poeta (Roma 1976); L’alba è nuova (Foggia 1978); La mafia non esiste (Roma 1984); I girovaghi (Barletta 1985); Erasmo (Verona 1988). Negli anni Settanta-Ottanta, Saponaro viene riconosciuto, nel panorama italiano, tra le voci più significative del teatro-documento e d’impegno civile.
Pur non mancando altre presenze nazionali e internazionali della sua produzione – La fedeltà (Roma 1995);Il ventre molle (Le ventre mou) (Parigi 2000); Weekend with a killer, New York 2010 e, nel 2006, l’ideazione del progetto Il filo di seta sulla maschera di Marco Polo (per il Carnevale di Venezia dedicato alla Cina e diretto da Maurizio Scaparro) –, dagli anni Novanta in poi, s’infittisce la collaborazione di Saponaro con i gruppi teatrali pugliesi (Anonima GR, Casa di Pulcinella, Piccolo Teatro di Bari, Teatro Abeliano ecc.), rilanciando un attento e qualificato discorso sul Mezzogiorno, sulla cultura e la lingua del Sud.
Fra i molti registi che hanno lavorato sui suoi copioni e rispetto ai quali Saponaro si è sempre posto come un “poeta di compagnia” ovvero insieme come drammaturgo e Dramaturg, si ricordano, tra gli altri, Franco Molè, Romano Bernardi, Ruggero Jacobbi, Maurizio Scaparro, Bruno Cirino, Cosimo Cinieri, Mario Santella, Armando Pugliese, Augusto Zucchi, Giancarlo Nanni, Walter Manfré ecc.
Nel 2013, Saponaro ha voluto rendere fruibile il suo Archivio privato, contenente una ricca serie di documenti teatrali dal 1952 in poi, donandolo alla Teca del Mediterraneo di Bari.

## Opere
- Nicola Saponaro, Opere, prefazione di F. Perrelli, Milano, Spirali, 2008;
- Nicola Saponaro, Nuove Opere, prefazione di D.M. Pegorari, Foggia, Sentieri Meridiani, 2013.